# 加波島
加波島（カパとう、가파도、カパド）は韓国済州特別自治道に属する島。済州島と韓国最南端の島である馬羅島の間にある。
面積0.84㎢、標高20.5m。人口は760人（2008年）。1653年、オランダ船スペウェロ号が難破しこの島に漂流した。そのときの船長であったヘンドリック・ハメルにより記された、『オランダ船済州島難破記』と『朝鮮国記』により西洋にこの島が知られることとなった。
座標: 北緯33度10分06秒 東経126度16分17秒 / 北緯33.168333度 東経126.271389度